# Ars Nova (groupe japonais)
 (août 2025).
Si vous disposez d'ouvrages ou d'articles de référence ou si vous connaissez des sites web de qualité traitant du thème abordé ici, merci de compléter l'article en donnant les références utiles à sa vérifiabilité et en les liant à la section « Notes et références ».
Pour les articles homonymes, voir Ars nova (homonymie).
Ars Nova, stylisé ARS NOVA, est un groupe de rock progressif japonais. Les membres actuels du groupe sont Keiko Kumagai (claviers), Masuhiro Goto (batterie), et Shinko Shibata (basse).

## Biographie
En 1983, Kyoko Kanazawa (basse), Keiko Tsubata (claviers) et Yumiko Saito (batterie) forment Ars Nova. Le groupe fait des reprises de ELP et Trace. En 1986 : Keiko Tsubata quitte le groupe, et Keiko Kumagai la remplace, et joue en concert avec le groupe deux fois avant de le quitter pour raisons personnelles.
En 1991, le groupe se reforme avec Keiko Kumagai aux claviers. En 1992, le groupe sort Fear and Anxiety. L'année suivante, en 1993, Yumiko Saito est remplacée par Akiko Takahashi à la batterie. En 1994 sort leur deuxième album Tränsi, qui fait connaître Ars Nova hors du Japon. En 1995, Ars Nova joue pour la première fois en concert hors du Japon, lors du festival Prog Fest '95 à Los Angeles, États-Unis. En 1996, sort leur troisième album The Goddess of Darkness. En 1997, premiers concerts en Europe. Kyoko Kanazawa quitte le groupe en octobre. En 1998 sort l'album The Book of the Dead, sur lequel joue un bassiste invité, Ken Ishita (ex-Deja-Vu). Début d'une tournée mondiale en octobre avec Naomi Miura (ex-Rosalia, ex-After the Rain), en tant que seconde claviériste.
En 2001 sort Android Domina, avec Mika Nakajima (du groupe Triton) en tant que seconde claviériste. En 2003 sort Biogenesis Project, un album contenant de nombreux invités parmi lesquels Masuhiro Gotô (Gerard, Ningen Isu) qui devient le nouveau batteur du groupe. Mika Nakajima quitte le groupe et est remplacée par la bassiste Shinko Shibata. En 2010 sort Seventh Hell,.
Le 12 juin 2022, le groupe a annoncé sur son site web qu'un nouvel album était en cours de production. Il s'agit d'enregistrements déjà réalisés en 1996 par le trio original (Kumagai, Kanazawa, Takahashi), complétés par des productions actuelles avec les deux musiciens invités Hitomi Iriyama (violon) et Zoltán Fábián (guitare). Les autres participants sont : Sayuri Aruga (chant), Mika Nakajima (clavier), Satoshi Handa (guitare), Hazime (batterie), Akiko Takahashi (percussions). Le nouvel album devrait s'appeler Morgan 2021.

## Style musical et influences
Le style musical d'Ars Nova se caractérise par une abondance de sons de claviers - ce qui était d'autant plus vrai entre 1998 et 2003 quand le groupe avait deux claviéristes - avec en particulier l'omniprésent orgue Hammond mélangé à des sons numériques plus actuels. Quasiment tous les morceaux sont instrumentaux.
Les influences musicales du groupe sont ELP, Goblin, PFM, Rick Wakeman, Il Balletto di Bronzo et la musique classique. C'est la claviériste, Keiko Kumagai, qui compose les morceaux du groupe. Elle a joué sur l'album Universal Migrator part two: Flight of the Migrator de Ayreon. Ce groupe a eu pendant longtemps la particularité d'être composé uniquement de femmes.

## Discographie
- 1992 : Fear and Anxiety
- 1994 : Tränsi
- 1996 : The Goddess of Darkness
- 1997 : The Six Singular Impressions (compilation)
- 1998 : The Book of the Dead
- 2001 : Android Domina
- 2001 : Lacrimaria
- 2003 : Biogenesis Project
- 2005 : Chrysalis - Force for the Fourth
- 2009 : Seventh Hell